# Stanislas Huille
Stanislas Huille, né le 20 mai 1999 à Versailles, est un nageur français, licencié jusqu’en 2022 à la Société de Natation de Versailles où il a commencé la natation à l'âge de 4 ans.
Il devient pensionnaire à l’INSEP où il évolue de 2014 à 2020.
Il intègre le Cercle des nageurs de Marseille en 2020 et est entraîné par Julien Jacquier.Il est licencié au CNMarseille, depuis Août 2022.
Stanislas Huille, est spécialiste du dos et du papillon.

## Carrière
Stanislas Huille est sacré champion de France du 100 mètres dos lors des Championnats de France de natation 2018 à Saint-Raphaël
 et dispute les Championnats d'Europe 2018 à Glasgow
Il est vice-champion de France du 50 mètres et du 100 mètres dos lors des Championnats de France natation 2019 à Rennes.
Lors des Championnats de France de natation 2020 à Saint-Raphaël, il termine troisième des 50 et 100 mètres dos. Il se qualifie  pour les Championnats d'Europe de natation 2021 à Budapest.
Au cours des Championnats de France de natation 2021 à Chartres, il obtient une médaille de bronze en finale du 100 mètres papillon.
Lors des Championnats de France Open d'Eté de natation 2021 qui ont lieu à Dunkerque, Stanislas Huille remporte la finale des 100 mètres papillon et 100 mètres dos.Lors des Championnats de France de natation 2021 qui ont lieu à Montpellier, Stanislas Huille est sacré champion de France du 100 mètres papillon, vice-champion de France du 50 mètres dos et termine 3e du 100 mètres dos.
Aux des Championnats de France Elites 2022 qui se sont déroulés à Limoges, Stanislas Huille est sacré vice champion de France du 100 mètres papillon.Il se qualifie lors de ces championnats pour les Jeux Méditerranéens 2022 à Oran.
Lors de ces Jeux Méditerranéens à Oran, Stanislas Huille, termine 3e du 100 mètres dos et 2e en finale du relais 4X100 4N.
Lors des Championnats de France 25m 2022 (décembre) qui se sont déroulés à Chartres. Stanislas Huille est sacré Champion de France du 100m papillon, en 50s41 et glane 7 autres médailles. Trois autres titres de Champion de France en relais, deux d'argent sur 50m dos, 50m papillon et une de bronze au 100m dos. 
Aux Championnats de France Elites à Rennes 2023 ( juin ) Stanislas Huille devient Vice-champion de France du 100m papillon. Avec cette qualification il obtient une sélection pour me relais 4x100m 4 nages mixte pour les Championnats du Monde 2023, qui auront lieu au Japon à FUKUOKA , du 14 juillet au 30 juillet 2023.
Lors des Championnats du monde , le relais mixte 4X100m 4 nages termine à la 10ème place et réalise le record de France en 3.46.07. Stanislas effectue le relais en papillon avec un chrono de 51s69. 
Aux Championnats de France 25m Elites à Angers, qui ont eu lieu du 26 au 29 octobre 2023 Stanislas Huille obtient 2 titres de Champion de France en relais, un titre de Vice-champion de France du 50 papillon en 22.55s et obtient sa qualification pour les Championnats d'Europe qui se dérouleront en Roumanie du 5 au 10 décembre 2023 à Otopenie, Bucarest. Il gagne également, trois médailles de bronze au 50 mètres dos, 100 mètres dos et 100 mètres papillon.
Aux Championnats d'Europe de natation en petit bassin 2023 Stanislas Huille se hisse en finale du 50m appailon et prend la 5ème place en réalisant sa meilleure performance en 22s52. Le jour suivant en participant aux séries du relais 4x50m nl mixte il remporte la médaille de bronze. Le dernier jour de compétitions en participant également aux séries il devient Vice-Champion d'Europe  du relais 4x50m 4nages mixte. 